# Micrasterias cruxmelitensis
Micrasterias cruxmelitensis là một loài Song tinh tảo trong họ Desmidiaceae, thuộc chi Micrasterias.